# Fercam

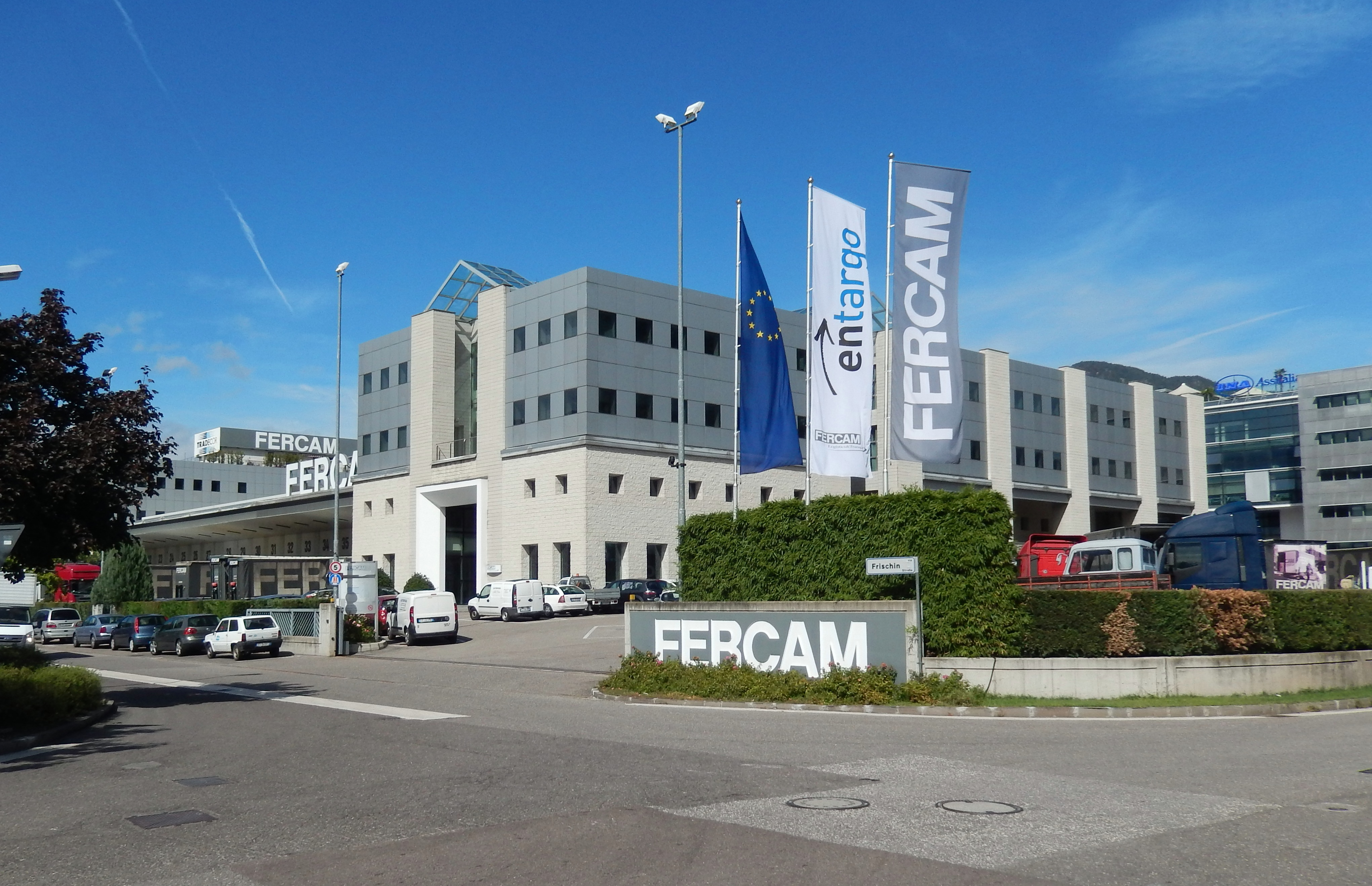
Zentrale im Industriegebiet Bozen

Die Fercam AG, eigene Schreibweise FERCAM, ist ein internationales Transport- und Logistik-Unternehmen in Familienbesitz mit Sitz in der Südtiroler Landeshauptstadt Bozen, das insgesamt 61 Niederlassungen in Italien, 32 Niederlassungen im restlichen Europa und 12 Niederlassungen außerhalb Europas umfasst, davon eine Niederlassung in Marokko und eine in Tunesien sowie 3 Niederlassungen in der Türkei in Istanbul, Izmir und Bursa.

## Geschichte
Das Unternehmen wurde in Bozen im Jahr 1949 zur Wagonzustellung von Luigi Spagnolli Senior, Bruno Perina und Ottorino Fanini gegründet und leitet aus diesem Grund seinen Namen aus Ferrovie (italienisch Eisenbahn) und Camion (Lastkraftwagen) ab. Damals gehörte auch die Beförderung von Gütern mit Kutschen zum Betriebszweck. Im Jahr 1955 folgte die Ausrichtung auf den Straßentransport, welcher sich zunächst im Wesentlichen auf das italienische Straßennetz beschränkte. 1963 übernahm Eduard Baumgartner das Unternehmen, baute es ab 1965 kontinuierlich aus und richtete es auf den internationalen Warentransport aus. 1982 wurde in München die erste Auslandsniederlassung eröffnet. Es folgten zahlreiche Übernahmen, darunter auch jene der traditionsreichen Speditionsgesellschaft Gondrand im Jahre 1986, deren Eingliederung 1993 den Einstieg in die Bereiche Sammelgut und Distributionslogistik ermöglichte. 2005 fasste Fercam schließlich auch in der Luft- und Seefracht Fuß. 2007 eröffnete Fercam eine Niederlassung im marokkanischen Tanger und damit die erste Zweigstelle des Unternehmens außerhalb Europas, auf die 2012 mit Tunesien die zweite folgte. Mit der Eingliederung der Bereiche Umzüge, Kunst und Messen von Gondrand deckt Fercam seit 2013 sämtliche Tätigkeitsfelder der Transport- und Logistikbranche ab.

## Daten und Fakten

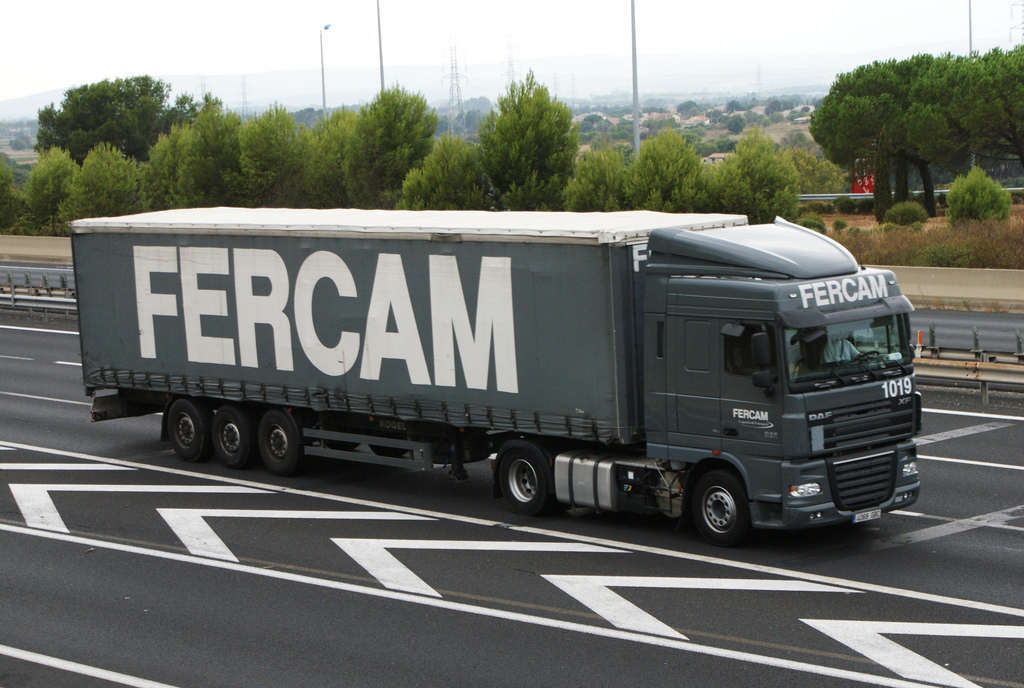
Fercam-Sattelzug, DAF XF 105 mit Tautliner im typischen Grau

Im Geschäftsjahr 2016 erzielte Fercam als Gruppe, unter der Leitung des geschäftsführenden Gesellschafters Hannes Baumgartner, einen prognostizierten konsolidierten Gesamtumsatz von rund 675 Millionen Euro und war somit das größte Logistikunternehmen in Südtirol und eines der größten italienweit.

## Die Gruppe

### Tochtergesellschaften
- Fercam Logistik GmbH,  Deutschland
- Fercam Nederland B.V.,  Niederlande
- Fercam Belgie BVBA,  Belgien
- Fercam Logistics Ltd.,  Vereinigtes Königreich
- Fercam Transportes S.A.,  Spanien
- Fercam Slovakia S.r.o.,  Slowakei
- Fercam Romania Srl.,  Rumänien
- Fercam Polska Sp. z o.o.,  Polen
- Fercam Bulgaria Ltd.,  Bulgarien
- Fercam Austria GmbH,  Österreich
- Trans Fercam Maghreb Sarl,  Marokko
- Fercam Tunisie Sarl,  Tunesien
- Fercam Lojistik ve Nakliyat Limitet şirketi,  Türkei

### Schwesterfirmen
Autoindustriale ist Vertragshändler für Nutzfahrzeuge von Daimler-Benz.

### Andere Beteiligungen
- Fercam Factor
- Sea & Air Freight Worldwide S.r.l.
- Tradecor S.r.l.
- Tradecor GmbH
- S.T.M. S.r.l.
- Stöger Transport GmbH

## Belege
1. ↑  Hannes Baumgartner wird neuer Fercam-Geschäftsführer. Deutsche Verkehrs-Zeitung, 3. Februar 2017, abgerufen am 1. Februar 2021.
2. ↑  Fercam AG steigert Umsatz 2018 auf über 800 Millionen. (Memento vom 6. Februar 2021 im Internet Archive) fercam.com, 20. Mai 2019, abgerufen am 1. Februar 2021.

Koordinaten: 46° 28′ 12,7″ N, 11° 19′ 26,4″ O